# 宮原颯希
宮原颯希（1998年10月28日—）是日本的女性聲優，新潟縣出身。隸屬於81 Produce。

## 人物
獲得第10回81甄試STUDIO DEEN賞。有演戲經驗。
2019年開始為聲優團體「DIALOGUE+」的成員。

## 演出作品
※粗體字為主要角色。

### 電視動畫
2018年
- 偶像學園Friends！（偶像、山原椎菜、路人、歌迷）
- 搖曳莊的幽奈小姐（式神）
- 強風吹拂（女性客B）
- INGRESS THE ANIMATION（CA）

2019年
- KING OF PRISM -Shiny Seven Stars-（女優）
- MIX（泳裝女子A）

2020年
- 魔法紀錄 魔法少女小圓外傳（同學）
- 掠奪者（學生）
- 22/7（店員）
- 輝夜姬想讓人告白？～天才們的戀愛頭腦戰～（彌子的同級生）

### OVA
2019年
- 阿宅的戀愛太難（觀眾）

### 網路動畫
2018年
- 要來杯咖啡嗎（禮[5]）

2020年
- 爆丸 裝甲聯盟（利克）

### 遊戲
2018年
- Winning Hand（極度慌張的白兔子[6]）

2019年
- 夢幻之星：伊多拉傳說（托托諾特[7]）
- 超異域公主連結 Re:Dive（女性）
- CUE!（赤川千紗[8]）

2020年
- 野生少女 (蒙蒙[9])

### 電視節目
- 開始Room Share！～今夜也開睡衣派對～（2019年 -，Anitere）[10]

### 有聲書
- 死黨角色很難當嗎？（2019年）[11]

## 音樂CD

### 角色歌
| 發售日   | 商品名稱           | 演唱名義 | 歌曲                   | 備註                 |
| 2019年   | 2019年             | 2019年   | 2019年                 | 2019年               |
| -------- | ------------------ | -------- | ---------------------- | -------------------- |
| 11月27日 | Forever Friends    | AiRBLUE  | 「Forever Friends」    | 遊戲《CUE!》片頭曲   |
| 11月27日 | Forever Friends    | AiRBLUE  | 「」                   | 遊戲《CUE!》相關歌曲 |
| 11月27日 | Forever Friends    | Bird     | 「Forever Friends」    | 遊戲《CUE!》相關歌曲 |
| 2020年   |                    |          |                        |                      |
| 1月22日  |                    | Bird     | 「」 「」 「our song」 | 遊戲《CUE!》相關歌曲 |
| 3月25日  | beautiful tomorrow | AiRBLUE  | 「beautiful tomorrow」 | 遊戲《CUE!》相關歌曲 |
| 3月25日  | beautiful tomorrow | Bird     | 「beautiful tomorrow」 | 遊戲《CUE!》相關歌曲 |

### 组合成员
1. 1 2  六石陽菜（內山悠里菜）、鷹取舞花（稗田寧寧）、鹿野志穗（守屋亨香）、月居穗乃香（緒方佑奈）、天童悠希（鷹村彩花）、赤川千紗（宮原颯希）、惠庭愛理（飯塚麻結）、九條柚葉（村上真夏）、夜峰美晴（安齋由香里）、神室絢（松田彩希）、宮路真幌（山口愛）、日名倉莉子（鶴野有紗）、丸山利惠（立花日菜）、宇津木聰里（小峯愛未）、明神凜音（佐藤舞）、遠見鳴（土屋李央）
2. 1 2 3  天童悠希（鷹村彩花）、赤川千紗（宮原颯希）、惠庭愛理（飯塚麻結）、九條柚葉（村上真夏）

## 外部連結
- 事務所官方簡歷（页面存档备份，存于）（日語）
- 宮原颯希的X（前Twitter）（日語）